# It's Five O'Clock Somewhere
"It's Five O'Clock Somewhere" és una cançó d'Alan Jackson i Jimmy Buffett composta per Jim "Moose" Brown i Don Rollins. Va ser llançada el juny de 2003 com al senzill principal de l'àlbum recopilatori de Jackson Greatest Hits Volume II. Va estar vuit setmanes no consecutives com a número #1 a la llista de Billboard Hot Country Songs l'estiu de 2003, i va quedar en la quarta posició en la llista anual Hot Country Songs. A més, la cançó també va assolir la posició #17 a la llista Billboard Hot 100 al setembre de 2003, i la posició #65 en la llista anual Billboard Hot 100.
El 5 de novembre de 2003, aquesta cançó va obtenir el Premi al Millor Esdeveniment Musical de l'Any de l'Associació de Música Country. La cançó va assolir la tercera posició en la llista Hot Country Songs de la dècada.

## Llistes

### Llistes setmanals
| Llista (2003)                    | Millor posició |
| -------------------------------- | -------------- |
| US Hot Country Songs (Billboard) | 1              |
| US Billboard Hot 100             | 17             |

### Llistes anuals
| Llista (2003)                  | Millor posició |
| ------------------------------ | -------------- |
| US Billboard Hot Country Songs | 4              |
| US Billboard Hot 100           | 65             |